# Булаш Артем Сергійович
Артем Сергійович Булаш (1988—2022) — український хокеїст на траві та військовослужбовець, солдат Збройних Сил України, учасник російсько-української війни, який загинув під час російського вторгнення в Україну.

## Життєпис
Народився 31 жовтня 1988 року. Закінчив черкаську міську гімназію № 9, вищу освіту здобув у Черкаському державному технологічному університеті. Активно займався спортом, грав у хокей на траві, був майстром спорту України.
З початком російського вторгнення в Україну в 2022 році став на захист України, служив  номером обслуги гранатометного відділення взводу вогневої підтримки десантно-штурмової роти десантно-штурмового батальйону. Помер 25 жовтня 2022 року в бою на Луганщині.

## Нагороди
- орден «За мужність» III ступеня (22.12.2022) (посмертно) — за особисту мужність і самовіддані дії, виявлені у захисті державного суверенітету та територіальної цілісності України, вірність військовій присязі.[3]

## Дивіться також
- Список українських спортсменів, тренерів і функціонерів, що загинули під час Революції гідності чи внаслідок російської агресії в Україні